# Delia (diptère)
Pour les articles homonymes, voir Delia (homonymie).
Genre
Delia est un genre d'insectes diptères brachycères de la famille des Anthomyiidae à répartition cosmopolite, qui regroupe environ 300 espèces.
Ce genre comprend de nombreuses espèces de mouches nuisibles aux cultures en phase de germination (mouche des semis).

## Liste d'espèces
Selon Catalogue of Life (11 sept. 2013) :
- Delia abruptiseta
- Delia absidata
- Delia abstracta
- Delia acadiana
- Delia aemene
- Delia agricola
- Delia alaba
- Delia alaskana
- Delia alatavensis
- Delia albipennis
- Delia albula
- Delia alternata
- Delia ancylosurstyla
- Delia andersoni
- Delia angusta
- Delia angustaeformis
- Delia angustifrons
- Delia angustissima
- Delia angustiventralis
- Delia angustiventris
- Delia aniseta
- Delia annularis
- Delia anthophila
- Delia antiqua - mouche de l'oignon
- Delia apicifloralis
- Delia aquitima
- Delia arambourgi
- Delia arenicola
- Delia armata
- Delia arvicola
- Delia atra
- Delia atrata
- Delia atrifrons
- Delia attenuata
- Delia augusta
- Delia auricolor
- Delia aurosialata
- Delia bacilligera
- Delia banksiana
- Delia beringiana
- Delia bernardinensis
- Delia bipartita
- Delia bipartitoides
- Delia bisciliata
- Delia bisetosa
- Delia bracata
- Delia brassicaeformis
- Delia brunnescens
- Delia bucculenta
- Delia byersi
- Delia caledonica
- Delia calthae
- Delia calviloba
- Delia cameroonica
- Delia canalis
- Delia canariensis
- Delia capensis
- Delia cardui - mouche de l'œillet
- Delia carduiformis
- Delia carri
- Delia cerealis
- Delia chillcotti
- Delia chirisana
- Delia chortophilina
- Delia cilifera
- Delia cilitarsis
- Delia clandestina
- Delia clavata
- Delia coarctata - mouche grise des céréales
- Delia coarctoides
- Delia coei
- Delia commixta
- Delia concorda
- Delia conversata
- Delia coronariae
- Delia cortesiana
- Delia cregyoglossa
- Delia crinita
- Delia criniventris
- Delia cuneata
- Delia cupricrus
- Delia curvipes
- Delia cyclocera
- Delia danae
- Delia deceptoria
- Delia deviata
- Delia discalis
- Delia dispar
- Delia dissimilipes
- Delia dolichosternita
- Delia dovreensis
- Delia duplicipectina
- Delia echinata
- Delia echinopyga
- Delia egleformis
- Delia elongata
- Delia endorsina
- Delia euremena
- Delia eurymetopa
- Delia exigua
- Delia expansa
- Delia extensa
- Delia extenuata
- Delia fabricii
- Delia fallax
- Delia fasciventris
- Delia felsicanalis
- Delia flavibasis
- Delia flavipes
- Delia flavitibia
- Delia flavitibiella
- Delia flavogrisea
- Delia floraliformis
- Delia floralis - mouche du navet
- Delia florilega
- Delia formosana
- Delia fracta
- Delia frontella
- Delia frontulenta
- Delia fulvescens
- Delia fuscilateralis
- Delia fuscipennis
- Delia gallica
- Delia gansuensis
- Delia garretti
- Delia germana
- Delia giresunensis
- Delia glabra
- Delia glabritheca
- Delia gracilibacilla
- Delia gracilipes
- Delia gracilis
- Delia groenlandica
- Delia heraclei
- Delia herbicola
- Delia hirticrura
- Delia hirtitibia
- Delia hoffmannii
- Delia hudsonica
- Delia hystricosternita
- Delia hystriocosternita
- Delia impilosa
- Delia inaequalis
- Delia inconspicua
- Delia indiscreta
- Delia ineptifrons
- Delia integralis
- Delia interflua
- Delia intimata
- Delia ismayi
- Delia jilinensis
- Delia kigeziana
- Delia kullensis
- Delia kumatai
- Delia lamellicauda
- Delia lamelliseta
- Delia lamellisetoides
- Delia lasiosternum
- Delia latissima
- Delia lavata
- Delia leechi
- Delia leptinostylos
- Delia leucophoroides
- Delia linearis
- Delia lineariventris
- Delia littoralis
- Delia lobistyla
- Delia longiarista
- Delia longicauda
- Delia longicercula
- Delia longisetigera
- Delia longitheca
- Delia lupini
- Delia lupinoides
- Delia mackinleyana
- Delia madagascariensis
- Delia madoensis
- Delia majuscula
- Delia manitobensis
- Delia martini
- Delia mastigophalla
- Delia megacephala
- Delia megatricha
- Delia metatarsata
- Delia mexicana
- Delia micans
- Delia montana
- Delia montezumae
- Delia monticola
- Delia montium
- Delia montivagans
- Delia mutabilis
- Delia mutans
- Delia nemoralis
- Delia nemostylata
- Delia neomexicana
- Delia nepalensis
- Delia nigrescens
- Delia nigriabdominis
- Delia nigribasis
- Delia nigricaudata
- Delia nigripennis
- Delia nivalis
- Delia normalis
- Delia notobata
- Delia nubilalis
- Delia nuda
- Delia opacitas
- Delia oppidans
- Delia oregonensis
- Delia orwelliana
- Delia pacifica
- Delia pallipennis
- Delia palustris
- Delia pamirensis
- Delia pansihirta
- Delia parafrontella
- Delia parcepilosa
- Delia partivitra
- Delia parvicanalis
- Delia paupercula
- Delia pectinata
- Delia pectinator
- Delia pectinitibia
- Delia penicillaris
- Delia penicillella
- Delia penicillosa
- Delia persica
- Delia pilicerca
- Delia pilifemur
- Delia pilifera
- Delia pilimana
- Delia piliseritibia
- Delia pilitarsis
- Delia pilitibia
- Delia piliventris
- Delia piniloba
- Delia planipalpis
- Delia platura - mouche des semis
- Delia plumosula
- Delia pluvialis
- Delia podagricicauda
- Delia polaris
- Delia pratensis
- Delia propinquina
- Delia prostriata
- Delia pruinosa
- Delia pseudechinata
- Delia pseudextensa
- Delia pseudobifascinata
- Delia pseudofugax
- Delia pseudorainieri
- Delia pseudoventralis
- Delia quadrilateralis
- Delia quadripila
- Delia quercupinetorum
- Delia radicum - mouche du chou
- Delia rainieri
- Delia recurva
- Delia recurvata
- Delia reliquens
- Delia repens
- Delia repleta
- Delia rimiventris
- Delia riparia
- Delia robustiseta
- Delia rondanii
- Delia rossica
- Delia sanctijacobi
- Delia saxatilis
- Delia schistophalla
- Delia sclerostylata
- Delia segmentata
- Delia sequoiae
- Delia seriata
- Delia serrulata
- Delia seticauda
- Delia setifirma
- Delia setigera
- Delia setiseriata
- Delia setisissima
- Delia setitarsata
- Delia setiventris
- Delia sierricola
- Delia silvicola
- Delia simpla
- Delia simpliciana
- Delia simulata
- Delia sobrians
- Delia solidilamina
- Delia soror
- Delia sphaerobasis
- Delia spicularis
- Delia steiniella
- Delia subalpina
- Delia subinterflua
- Delia submetallica
- Delia subnigribasis
- Delia suburbana
- Delia subvesicata
- Delia tarsata
- Delia tarsifimbria
- Delia tenuiformis
- Delia tenuiventris
- Delia tenupenis
- Delia terpsichore
- Delia tessellata
- Delia tibialis
- Delia tibila
- Delia tiensuui
- Delia tornensis
- Delia trispinosa
- Delia tschekanovskyi
- Delia tumidula
- Delia turcmenica
- Delia turkestanica
- Delia umbellatarum
- Delia unduliloba
- Delia unguitigris
- Delia unica
- Delia uniseriata
- Delia unispina
- Delia urbana
- Delia ventralis
- Delia vesicata
- Delia viatica
- Delia vicina
- Delia virgithorax
- Delia vockerothi
- Delia vulgaris
- Delia winnemana
- Delia xanthobasis

Selon ITIS (11 sept. 2013) :
- Delia abruptiseta (Ringdahl, 1935)
- Delia abstracta (Huckett, 1965)
- Delia aemene (Walker, 1849)
- Delia alaba (Walker, 1849)
- Delia alaskana (Huckett, 1966)
- Delia albula (Fallen, 1825)
- Delia alternata (Huckett, 1951)
- Delia angusta (Stein, 1898)
- Delia angustaeformis (Ringdahl, 1933)
- Delia angustifrons (Meigen, 1826)
- Delia angustiventralis (Huckett, 1965)
- Delia aniseta (Stein, 1920)
- Delia antiqua (Meigen, 1826)
- Delia aquitima (Huckett, 1929)
- Delia armata (Stein, 1920)
- Delia attenuata (Malloch, 1020)
- Delia bisetosa (Stein, 1907)
- Delia brunnescens (Zetterstedt, 1845)
- Delia bucculenta (Coquillett, 1904)
- Delia cardui (Meigen, 1826)
- Delia cerealis (Gillette, 1904)
- Delia cilifera (Malloch, 1918)
- Delia coarctata (Fallen, 1825)
- Delia concorda (Huckett, 1966)
- Delia coronariae (Hendel, 1925)
- Delia cregyoglossa (Huckett, 1965)
- Delia cuneata Tiensuu, 1946
- Delia cupricrus (Walker, 1849)
- Delia curvipes (Malloch, 1918)
- Delia deviata (Huckett, 1965)
- Delia dissimilipes (Huckett, 1965)
- Delia dovreensis Ringdahl, 1954
- Delia echinata (Seguy, 1923)
- Delia egleformis (Huckett, 1929)
- Delia exigua (Meade, 1883)
- Delia extensa (Huckett, 1951)
- Delia extenuata (Huckett, 1952)
- Delia fabricii (Holmgren, 1872)
- Delia fasciventris (Ringdahl, 1933)
- Delia flavogrisea (Ringdahl, 1926)
- Delia floralis (Fallen, 1824)
- Delia florilega (Zetterstedt, 1845)
- Delia fracta (Malloch, 1918)
- Delia frontulenta (Huckett, 1929)
- Delia fulvescens (Huckett, 1966)
- Delia garretti (Huckett, 1929)
- Delia glabritheca (Huckett, 1966)
- Delia gracilipes (Malloch, 1920)
- Delia hirtitibia (Stein, 1916)
- Delia inaequalis (Malloch, 1920)
- Delia inconspicua (Huckett, 1924)
- Delia ineptifrons (Huckett, 1951)
- Delia integralis (Huckett, 1965)
- Delia intimata (Huckett, 1965)
- Delia lamellicauda (Huckett, 1952)
- Delia lasiosternum (Huckett, 1965)
- Delia leptinostylos (Huckett, 1965)
- Delia linearis (Stein, 1898)
- Delia lineariventris (Zetterstedt, 1845)
- Delia longicauda (Strobl, 1898)
- Delia lupini (Coquillett, 1901)
- Delia megacephala (Huckett, 1966)
- Delia megatricha (Kertesz, 1901)
- Delia montana (Malloch, 1919)
- Delia monticola (Huckett, 1966)
- Delia montivagans (Huckett, 1952)
- Delia mutans (Huckett, 1929)
- Delia nemoralis (Huckett, 1965)
- Delia neomexicana (Malloch, 1918)
- Delia nigricaudata (Huckett, 1929)
- Delia normalis (Malloch, 1919)
- Delia nubilalis (Huckett, 1966)
- Delia nuda (Strobl, 1899)
- Delia opacitas (Huckett, 1965)
- Delia oppidans (Huckett, 1929)
- Delia pallipennis (Zetterstedt, 1838)
- Delia pectinator Suwa, 1984
- Delia pilifemur (Ringdahl, 1933)
- Delia pilimana (Stein, 1920)
- Delia pilitarsis (Stein, 1920)
- Delia planipalpis (Stein, 1898)
- Delia platura (Meigen, 1826)
- Delia pluvialis (Malloch, 1918)
- Delia propinquina (Huckett, 1929)
- Delia prostriata (Huckett, 1965)
- Delia radicum (Linnaeus, 1758)
- Delia rainieri (Huckett, 1951)
- Delia recurva (Malloch, 1919)
- Delia reliquens (Huckett, 1951)
- Delia repleta (Huckett, 1929)
- Delia rondanii (Ringdahl, 1918)
- Delia sanctijacobi (Bigot, 1885)
- Delia segmentata (Wulp, 1896)
- Delia sequoiae (Huckett, 1967)
- Delia seriata (Stein, 1920)
- Delia setifirma (Huckett, 1951)
- Delia setigera (Stein, 1920)
- Delia setiseriata (Huckett, 1952)
- Delia setisissima (Huckett, 1929)
- Delia setitarsata (Huckett, 1924)
- Delia setiventris (Stein, 1898)
- Delia simpla (Coquillett, 1900)
- Delia simulata (Huckett, 1952)
- Delia sobrians (Huckett, 1951)
- Delia suburbana (Huckett, 1966)
- Delia tarsata (Ringdahl, 1918)
- Delia tenuiventris (Zetterstedt, 1860)
- Delia tumidula Ringdahl, 1949
- Delia uniseriata (Stein, 1914)
- Delia vesicata (Huckett, 1952)
- Delia winnemana (Malloch, 1919)
- Delia xanthobasis (Huckett, 1965)

Selon NCBI (6 novembre 2022) :
- Delia alaba
- Delia albula
- Delia antiqua
- Delia brassica
- Delia bucculenta
- Delia cardui
- Delia coarctata
- Delia cuneata
- Delia echinata
- Delia extensa
- Delia fabricii
- Delia floralis
- Delia florilega
- Delia frontella
- Delia hirticrura
- Delia lamelliseta
- Delia linearis
- Delia lineariventris
- Delia longicauda
- Delia lophota
- Delia nigribasis
- Delia nuda
- Delia penicilliventris
- Delia pilifemur
- Delia planipalpis
- Delia platura
- Delia prostriata
- Delia pruinosa
- Delia quadripila
- Delia radicum
- Delia sanctijacobi
- Delia setigera
- Delia sileni
- Delia tarsata
- Delia tenuiventris

Selon World Register of Marine Species (6 novembre 2022) :
- Delia antiqua (Meigen, 1826)
- Delia platura (Meigen, 1826)
- Delia radicum (Linnaeus, 1758)